# IC 170
IC 170 ist eine elliptische Zwerggalaxie vom Hubble-Typ E0 im Sternbild Walfisch südlich des Himmelsäquators. Sie ist schätzungsweise 234 Millionen Lichtjahre von der Milchstraße entfernt und hat einen Durchmesser von etwa 35.000 Lj.

Im selben Himmelsareal befinden sich u. a. die Galaxien NGC 707, NGC 731, NGC 757, IC 168.
Das Objekt wurde am 17. Dezember 1892 vom französischen Astronomen Stéphane Javelle entdeckt.